# Hildebrandshausen
Hildebrandshausen ist ein Straßendorf nahe der hessisch-thüringischen Landesgrenze im Unstrut-Hainich-Kreis in Thüringen. Seit dem 1. Dezember 2011 ist die vormals selbständige Gemeinde ein Ortsteil der Landgemeinde Südeichsfeld. Die Gemeinde gehörte zuvor der Verwaltungsgemeinschaft Hildebrandshausen/Lengenfeld unterm Stein an.

## Geografie

### Geografische Lage
Hildebrandshausen liegt etwa 17 Kilometer westlich der Kreisstadt Mühlhausen im Obereichsfeld und seine Gemarkung gehört zum Naturpark Eichsfeld-Hainich-Werratal.

### Berge und Erhebungen
Der Ort befindet sich östlich des markanten Höhenzugs Konstein–Plesse–Keudelskuppe entlang der Landesgrenze, dem nördlichen Teil der Wanfrieder Werrahöhen. Auf der Keudelskuppe (484,7 m ü. NN), noch auf thüringischer Seite, befand sich im Mittelalter die Stammburg des Adelsgeschlechtes von Keudell; das Gut Keudell wurde am Mittelhang errichtet, ist aber heute eine Wüstung. Hildebrandshausen umgeben weiterhin die Berge und Höhen Heiligenberg (436 m ü. NN) und Dünberg (440,2 m ü. NN), der Konstein ist die höchste Erhebung bei Hildebrandshausen (455,2 m ü. NN).

### Gewässer
Durch den Ort fließt der Rosebach – im Ort Kirchbrunnen, ein Zulauf der Frieda, die wiederum in die Werra mündet.

### Nachbarorte
Im Norden von Hildebrandshausen liegt Lengenfeld unterm Stein, östlich folgen im Uhrzeigersinn Faulungen und Wendehausen. Im Süden liegt Wanfried und im Westen Geismar.

## Geschichte
Der Name Hildebrandshausen deutet eine Gründung zur Zeit der Herrschaft der Franken zwischen 500 und 800 n. Chr. an. In dieser Zeit setzte die Christianisierung der heidnischen Bevölkerung ein, für die der benachbarte Hülfensberg – als Heilger Berg – einen besonderen Stellwert besitzt. Wegen der topographischen Gegebenheiten war Hildebrandshausen mit dem Nachbarort Lengenfeld/Stein sehr eng verbunden.
Hildebrandshausen und die Mehrzahl der Nachbarorte gehörten zum Amtsbezirk der nur vier Kilometer entfernten Burg Stein, nach deren Zerstörung zum später errichteten Schloss Bischofstein bei Lengenfeld unterm Stein. Die Burg Stein gehörte zunächst zu den Befestigungsanlagen des Mainzer Erzbistums und gelangte zeitweise an die Herren von Plesse. Erst 1326 erwarb sie der Mainzer Erzbischof für einen beachtlichen Preis zurück, musste die Burgherrschaft aber (aus vertraglichen Gründen) mit dem Landgrafen von Thüringen teilen. Weitere Burgen im Nahbereich des Ortes sind die  Keudelskuppe und die Spindelsburg sowie die Wallburg Konstein.
1358 erfolgte die urkundliche Ersterwähnung als Stiftung an das Erzbistum Mainz. Es entwickelte sich ein typisches Straßendorf. Die Gerichtshoheit über das Dorf lag bis 1792 bei den Herren von Keudell. Männer aus dem Ort nahmen 1525 am Bauernkrieg teil. Infolge der von Mainz geleiteten Gegenreformation blieb/wurde die Einwohnerschaft katholisch. Im Dreißigjährigen Krieg ging die Zahl der „Herdstellen“ auf fast die Hälfte zurück. In den Pest- und Hungerjahren 1771–73 starben 46 Einwohner. 1802 wurde die Mainzer Herrschaft beendet. Von 1807 bis 1813 Teil des Königreichs Westphalen, wurde das Dorf nach dem Wiener Kongress dem Königreich Preußen, Regierungsbezirk Erfurt, Kreis Heiligenstadt zugeteilt.
Das Dorf zählte um 1840 731 katholische und 2 evangelische Einwohner. Es wurden 108 Wohnhäuser sowie 65 Stallungen und Scheunen erwähnt. Ein Lehrer unterrichtete die schulpflichtigen 85 Knaben und 67 Mädchen. Die Bevölkerung lebte in ärmlichen Verhältnissen. In Hildebrandshausen betrieb man zu dieser Zeit, überwiegend im Nebenerwerb, Wollkämmerei und -spinnerei als Zulieferer für die Weberdörfer der Nachbarschaft. Die handwerkliche Weberei und Textilfertigung war im Eichsfeld weit verbreitet, im Dorf fand man nur 37 primitive Wollwebstühle und zwei Leinenweber. Als sonstige Gewerbe- und Handwerksbetriebe nennt die Übersicht vier Schuhmacher, zwei Schneider,  einen Stellmacher, einen Maurer, einen Grobschmied, einen Weißbinder, einen Hausschlächter, drei Brauereien, auch drei Knechte und vier Mägde. Im Ort, am Fuße des Kirchbrunnen-Quellbachs lagen zwei Mahlmühlen. Zwei Lebensmittelhändler (Victualienhändler) besorgten die benötigten Lebensmittel von außerhalb. Der Viehbestand umfasste 38 Pferde, 131 Rinder, 220 Schafe, 31 Ziegen und 70 Schweine. Die  Dorfflur umfasste 1780 Morgen Fläche, die landwirtschaftliche Nutzfläche umfasste davon 1390 Morgen Ackerland, 25 Morgen Gartenland, 18 Morgen Wiese und 17 Morgen Weide. Ferner wurden 123 Morgen Gemeindewald und 207 Morgen Brachland genannt. Der Ertrag der Felder wurde als gering eingeschätzt. Der Obstanbau war mit Äpfeln, Kirschen und Zwetschen begonnen worden.
Im 19. Jahrhundert betrieb man in Hildebrandshausen vorwiegend „Raschmacherei“, Handwollkämmerei und Landwirtschaft oder arbeitete außerhalb. 1862 hatte das Dorf bereits 850 Einwohner.
Die jetzige Kirche wurde 1860 erbaut. 1869 wurde das  frühere Junkerhaus zum Pfarrhaus umgewandelt. 1907 bekam der Ort eine Trinkwasserversorgung, und 1919 erfolgte der Anschluss an das Elektrizitätswerk.
Mit dem Bau der Eisenbahn nach Lengenfeld/Stein war die Verkehrsanbindung des Ortes verbessert worden.
Im Ersten Weltkrieg hatte Hildebrandshausen 23 Gefallene zu beklagen. Während des Zweiten Weltkrieges mussten 1943 über 100 aus luftkriegsgefährdeten Gebieten evakuierte Menschen aufgenommen werden, bei und nach Kriegsende viele Heimatvertriebene. 52 Männer aus dem Ort kehrten nicht aus dem Krieg zurück.
Nach US-amerikanischer Besetzung wurde Hildebrandshausen im Juli 1945 Teil der SBZ und des Sperrgebietes an der Zonengrenze zu Hessen. Es folgten die Bodenreform und Neubauernansiedlungen. 1952 wurden im Rahmen der „Aktion Ungeziefer“ über 100 Einwohner aus dem Ort ausgewiesen, 1961 erfolgte eine wesentlich kleinere ähnliche Aktion. Der Ort verlor nach 1945 auch viele Einwohner durch Flucht aus der Sowjetischen Besatzungszone und der DDR. 1954 wurde die LPG „Banner des Friedens“ gegründet („Durchbruch zum Aufbau des Sozialismus“), 1960 mussten die letzten Einzelbauern beitreten. Eine Kaserne der Grenztruppen wurde gebaut. Gemeinschaftsleistungen wie das Anlegen einer Kanalisation erbrachte man im „Nationalen Aufbauwerk“.
Mit der Grenzöffnung wurde Hildebrandshausen aus seiner Einschnürung befreit. Das jetzige Ortsbild wird von vielen gepflegten Fachwerkhäusern bestimmt.
Am 1. Dezember 2011 schloss sich die Gemeinde Hildebrandshausen mit drei weiteren Gemeinden zur neuen Landgemeinde Südeichsfeld zusammen.

### Gut Keudelstein
Eine große Rolle in der Ortsgeschichte spielte das Geschlecht der  Herren von Keudell, die von einer kleinen Burg, dann von ihrem Rittergut aus das Dorf beherrschten. Entsprechend wurden sie auch im Bauernkrieg 1525 angegriffen. Am Fuße der Keudelskuppe ließen die Keudell von 1583 bis 1669 am Platz des ehemaligen Vorwerkes das Gut Keudelstein errichten. Zu ihm gehörte ein prächtiges, dreigeschossiges Fachwerkschloss. Die Innenausstattung enthielt schöne Kamine und reich bemalte Holzdecken. Gut und Schloss waren 1945 völlig intakt, als der letzte Besitzer, Walrab von Keidell (Sohn des Landrats Alexander von Keudell), entschädigungslos enteignet wurde. 1948 begann der Abriss des Schlosses zur „Gewinnung von Baumaterial“, auf der Grundlage des berüchtigten Befehls 209 der Sowjetischen Militäradministration. Die Wirtschaftsgebäude wurden noch weiter genutzt, das Gelände verwahrloste jedoch. 1978 erging der Befehl der DDR-Grenztruppen-Führung zum vollständigen Abriss der noch vorhandenen Reste des Ritterguts nahe der Zonengrenze: freies Schussfeld und Beseitigung eines möglichen Verstecks für DDR-Flüchtlinge. Zwei beherzte Bürger bargen aus dem Schutt zwei Portalfiguren des Schlosses, die sich heute bei der Marienkirche in Heiligenstadt befinden.

## Bürgermeister
Der letzte ehrenamtliche Bürgermeister Heinz Blümel (CDU) wurde am 6. Juni 2010 wiedergewählt.
Der jetzige Bürgermeister heißt Veit Görsdorf.

## In Hildebrandshausen geborene Personen
- Charles Miller (1875–1951), in die USA ausgewanderter Radsportler
- Horst Montag (* 1938), Geodät und Professor für Satellitengeodäsie
- Thomas Hagedorn (Organist) (1871–1926), Kirchenmusiker und Komponist von Der kleine Trompeter

## Sehenswürdigkeiten

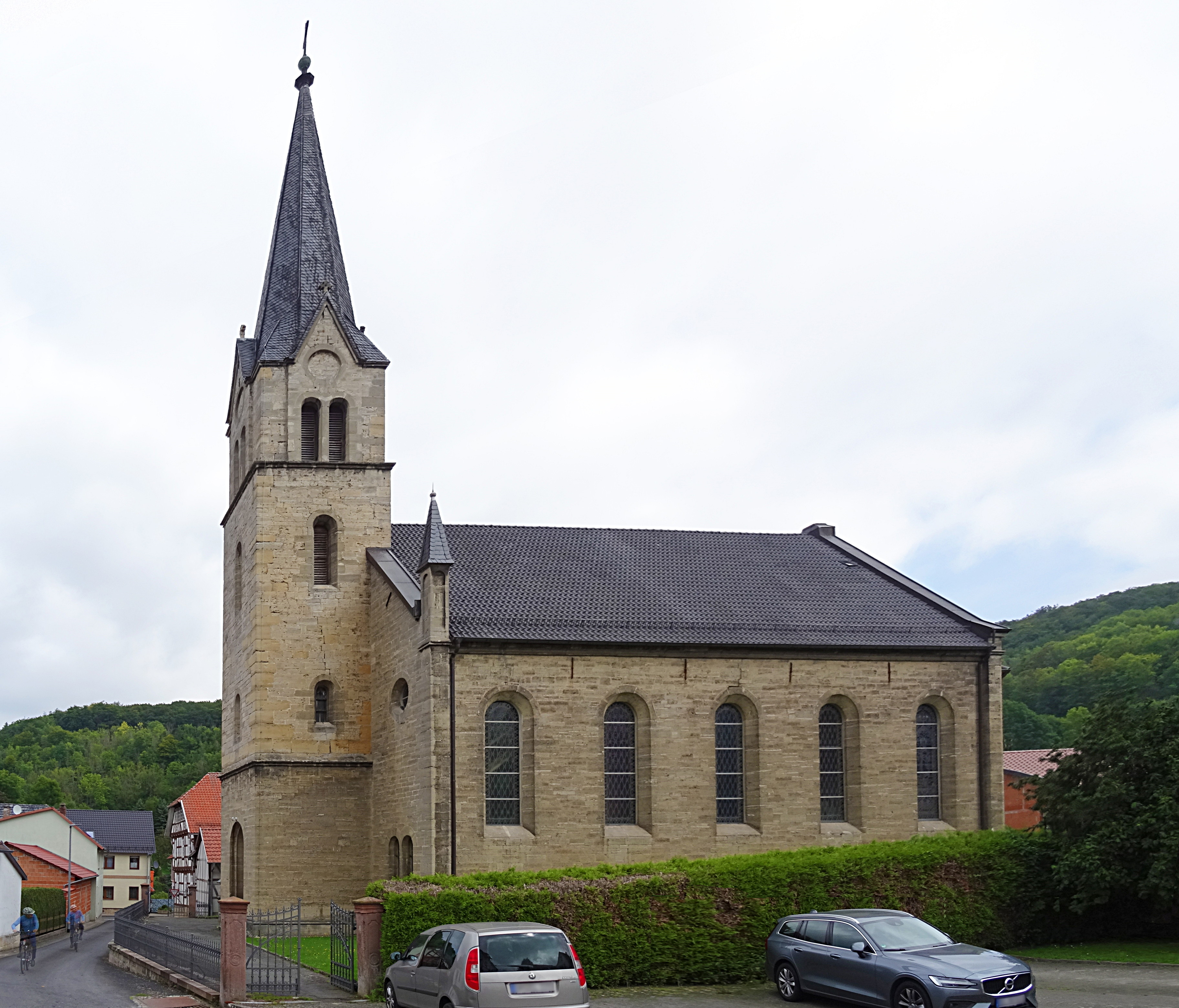
Römisch-katholische Kirche Heilig Kreuz

In der Ortslage befinden sich die römisch-katholische Pfarrkirche Heilig Kreuz, zunächst eine Filialkirche von Lengenfeld/Stein, 1866 erbaut und das heutige Pfarrhaus, in dieser Funktion seit 1869: früheres „Junkerhaus“, dann Spinnerei.
Die ehemalige Kaserne der NVA-Grenztruppe am unteren Ortsausgang erinnert an die deutsche Teilung, wie auch der Standort des früheren Gutes Keudelstein in der Umgebung. Als bemerkenswerter Aussichtspunkt wird der Blick von der Plesse gerühmt. Auf hessischer Seite steht der Plesseturm.

## Sonstiges
Als Zeugnisse eines derben Volkshumors bildeten sich bereits vor Jahrhunderten Besonderheiten des jeweiligen Dorfes charakterisierende Neck- und Spitznamen heraus. Demnach lebten hier im Ort die Hildebrandshäuser Fallbeine – auch Fullenbeine – das waren Händler, die weit über Land zogen, um ihre Waren zu verkaufen. In Faulungen wird von Hubershäusern gesprochen.